# چا دو ری
چا دو ری (انگلیسی: Cha Du-ri؛ زادهٔ ۲۵ ژوئیهٔ ۱۹۸۰) یک بازیکن فوتبال اهل کره جنوبی است.
وی همچنین در تیم‌های ملی فوتبال کره جنوبی بازی کرده‌است.
او پس از نایب قهرمانی تیم کره در جام ملتهای ۲۰۱۵ استرالیا از دنیای فوتبال ملی خداحافطی کرد. او سابقه رسیدن به مرحله نیمه نهایی جام 
جهانی ۲۰۰۲ را با تیم ملی کره دارد.وی هم اکنون عضو کادر فنی تیم ملی فوتبال کره جنوبی است.